# Monte Emin
El monte Speke es una montaña ubicada en las montañas Ruwenzori, en la frontera entre Uganda y la República Democrática del Congo. Con sus 4.798 metros, es la cuarta montaña más alta de la cordillera Ruwenzori y la sexta cumbre más alta de África. Forma parte del Parque Nacional de los Montes Ruwenzori, declarado Patrimonio de la Humanidad por la UNESCO en 1994. 
Está emplazada al norte del triángulo formado por los montes Stanley, Speke y Baker. En 1906, Luis Amadeo de Saboya, escaló esta montaña convirtiéndose en el primer montalista en llegar a la cumbre. Antes había escalado las otras cumbres de las montañas Ruwenzori.